# Protanopia

Espectro que visualiza una persona con protanopia.

La protanopia es la carencia de sensibilidad al color rojo, una disfunción visual relacionada con la percepción del color. Se denomina también dicromacia roja. Consiste en la ausencia de actividad funcional de los protoconos, que son sensibles a la porción roja del espectro visible. Por tanto, los individuos que sufren protanopia padecen una pérdida clara de sensibilidad a la luminosidad del extremo rojo del espectro cromático.